# Universidad Purdue
La Universidad Purdue, nombrada así en memoria de John Purdue, su primer benefactor, tiene su campus principal en West Lafayette, Indiana (Estados Unidos). Ofrece 200 titulaciones de grado y 70 maestrías y doctorados. Es conocida mundialmente como una institución líder en investigación. Su programa de aeronáutica y astronáutica es de mucho prestigio a nivel mundial y es de alta demanda por las industrias de defensa y aeroespacial en los Estados Unidos. Cuenta con la segunda población más grande de estudiantes universitarios en el estado de Indiana y con la cuarta población más grande de estudiantes internacionales en los Estados Unidos. Tiene 18 equipos oficiales de deporte universitario que compiten en la Big Ten Conference.

## Historia
Purdue se fundó el 6 de mayo de 1869, con base en el esfuerzo de la Asamblea General del Estado de Indiana por crear una institución de educación superior para la ingeniería en el estado, y una donación de tierras y fondos por parte de John Purdue, un hombre de negocios de Lafayette que quería establecer una facultad de ciencias, tecnología y agricultura. Las primeras clases tuvieron lugar el 16 de septiembre de 1874, con tres edificios, seis profesores, y 39 alumnos.
Purdue ofrece programas de grado y postgrado en más de 200 áreas de estudio.
A mitad del siglo XX, el programa de aviación de Purdue pasó a incluir programas de tecnología y vuelo espacial. Veintidós de sus exalumnos han volado en el espacio, como Gus Grissom, componente del grupo conocido como «Mercury Seven», los primeros astronautas estadounidenses, Eugene Cernan o Neil Armstrong, el primer hombre en pisar la Luna.

## Facultades y escuelas

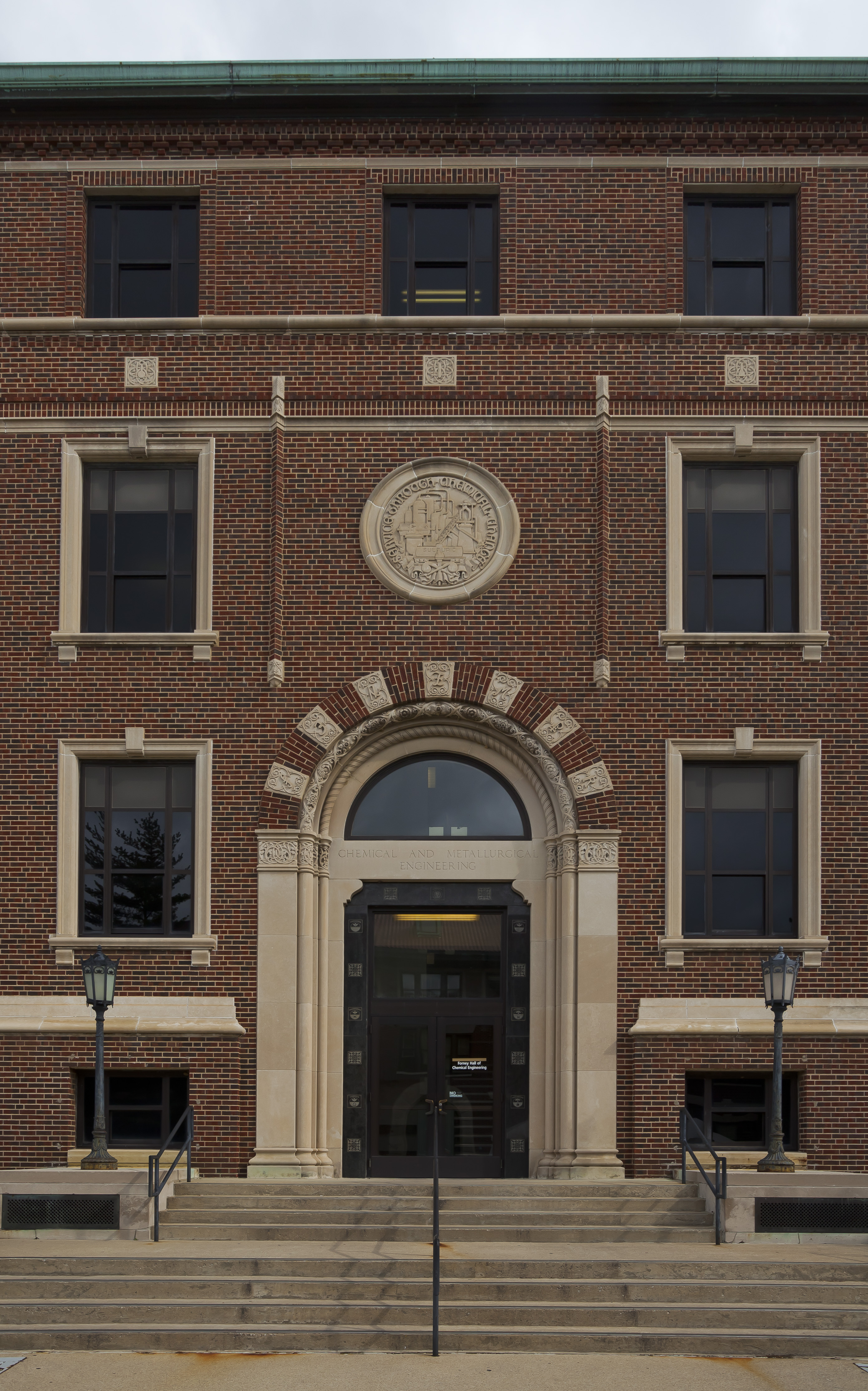
Facultad de ingeniería química.

La universidad se organiza en ocho facultades (colleges) y tres escuelas (schools). Estas divisiones también tienen sus propios escuelas y departamentos. Las facultades y escuelas de Purdue son:
- Escuela de Administración Krannert
- Facultad de Agricultura
- Facultad de Artes Liberales
  - Escuela de Artes Visuales y Escénicas Patti y Rusty Rueff
- Facultad de Ciencia
- Facultad de Ciencias de la Salud y Ciencias Humanas
  - Escuela de Ciencias de la Salud
  - Escuela de Enfermería
- Facultad de Educación
- Facultad de Farmacia
- Facultad de Ingeniería
  - Escuela de Aeronáutica y Astronáutica
  - Escuela de Educación de Ingeniería
  - Escuela de Ingeniería Biomédica Weldon
  - Escuela de Ingeniería Civil
  - Escuela de Ingeniería Eléctrica e Informática
  - Escuela de Ingeniería Industrial
  - Escuela de Ingeniería de Materiales
  - Escuela de Ingeniería Mecánica
  - Escuela de Ingeniería Nuclear
  - Escuela de Ingeniería Química
- Escuela de Medicina en conjunción con la Universidad de Indiana
- Escuela de Medicina Veterinaria
- La Escuela de Posgrado
- Facultad de Tecnología

## Deporte
Los Purdue Boilermakers tienen 18 equipos en la primera división de la National Collegiate Athletic Association (NCAA). Purdue compite en la Big Ten Conference, y es uno de los miembros originales de esa conferencia. Cada noviembre, el equipo de fútbol americano juega contra los Indiana Hoosiers para ganar el Old Oaken Bucket (Cubo Viejo de Roble). Purdue ha ganado este trofeo 56 veces, Indiana ha ganado 26 veces, y ha habido 3 empates. Purdue también tiene rivalidades con los Illinois Fighting Illini y los Notre Dame Fighting Irish.

## Clasificaciones
Purdue continuamente cuenta con altas calificaciones en los listados nacionales e internacionales especializados tales como U.S. News & World Report Best Colleges y el QS World University Rankings debido a la alta calidad académica de sus programas.
Los programas en ingeniería, educación y negocios son catalogados dentro de los mejores en los Estados Unidos de acuerdo a U.S. News & World Report's graduate school rankings. El U.S. News & World Report cataloga a la facultad de ingeniería como el 8.º mejor dentro de los Estados Unidos. En el 2012 fue catalogado como el número 10.
El Academic Ranking of World Universities ha catalogado a la facultad de ingeniería de Purdue como la número 10 a nivel mundial en los listados de Ingeniería/Tecnología y Ciencias de la Computación. El colegio de educación de Purdue fue catalogado como el número 32 empatando con el College of William and Mary, la Universidad de Illinois-Chicago, la Universidad de Iowa y la Universidad de Pittsburgh. La escuela de dirección de empresas Krannert School of Management fue calificada como la número 44. En las revistas y listados especializados, los programas de Dirección de Operaciones y Producción de Krannert son el número 7 a nivel mundial. As mismo los programas de Krannert en Cadena de Suministro y Sistemas de Información son calificados como noveno y duodécimo a nivel mundial, respectivamente.

## Alumnado

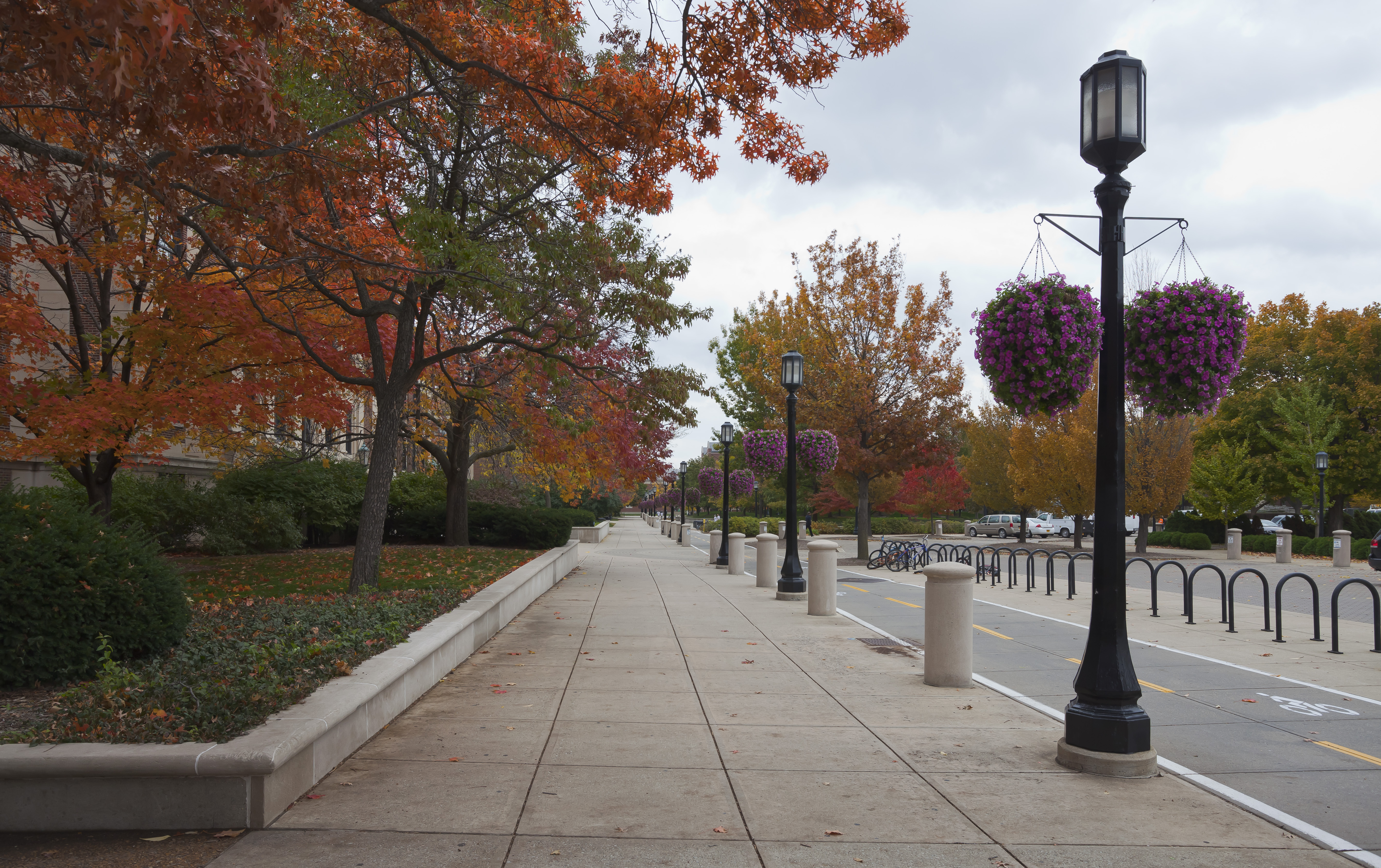
Avenida de la universidad.

Los egresados de Purdue han logrado reconocimiento en una variedad de áreas, particularmente en ciencias e ingeniería.
Purdue ha egresado 23 astronautas, incluyendo a Gus Grissom, la primera persona en regresar al espacio, Neil Armstrong, el primer hombre en caminar en la luna, y Eugene Cernan, el más reciente astronauta en haberlo hecho. Cerca de un tercio de todas las expediciones de la NASA al espacio han contado con al menos un egresado de Purdue como miembro de la tripulación.
En ciencias, Purdue ha producido a los premios Nobel en física Edward Mills Purcell y Ben Roy Mottelson; así como al premio Nobel de química Akira Suzuki.
En negocios y economía, Purdue incluye exalumnos como Stephen Bechtel, Jr., propietario de Bechtel Corporation; el presidente de la Reserva Federal Jeffrey Lacker. En el 2010, Bloomberg reveló que Purdue es una de las universidades con más alumnos sirviendo como CEOs en el listado de las 500 empresas más grandes a nivel mundial de Standard & Poor's. Ellos son Gregory Wason, presidente/CEO de Walgreen Co; Mark Miller presidente/CEO de Stericycle Inc; Charles Davidson, CEO de Noble Energy Inc; Samuel Allen presidente/CEO de Deere&Co; Donald Thompson, presidente/COO de McDonald's Corp; y John Martin CEO de Gilead Sciences Inc.
En gobierno y cultura, Purdue cuenta con alumnos incluyendo al ex primer ministro de Egipto Essam Sharaf, a los ganadores del Premio Pulitzer Booth Tarkington y John T. McCutcheon, al director de teatro y televisión Tom Moore, al CEO de Rand Corporation James Thomson, al fundador y CEO de C-Span Brian Lamb, al exgobernador de Indiana Harry G. Leslie, al exgobernador de Misisipi Kirk Fordice, al exsecretario del Departamento de Agricultura de los Estados Unidos Earl L. Butz, al exsenador de los Estados Unidos Birch Bayh, al excandidato presidencial Herman Cain, al congresista de Virginia David McKinley y al presidente de la Universidad de Chicago Hugo F. Sonnenschein.

### Ciencia y tecnología
- Neil Armstrong (astronauta, Gemini 8, Apolo 11)
- Eugene Cernan (astronauta, Gemini 9A, Apolo 10, Apolo 17)
- Roger Chaffee (astronauta, murió en Apolo 1)
- Ward Cunningham (inventor del wiki)
- Harry K. Daghlian, Jr. (físico con el Proyecto Manhattan)
- Ralph Faudree (matemático, Medalla Euler)
- Guy Gardner (astronauta, STS-27 y STS-35)
- Gus Grissom (astronauta, Gemini 3, murió en Apolo 1)
- Elwood Mead (supervisó la construcción de las presas Hoover y Grand Coulee)
- Ben Roy Mottelson (físico, Nobel de Física)
- Ian Murdock (fundador del proyecto Debian)
- Edward Mills Purcell (físico, Nobel de Física)
- John Charles Reynolds (informático teórico)

### Deporte
- Drew Brees (fútbol americano)
- Bulbs Ehlers (baloncesto)
- Ray Ewry (atleta olímpico)
- Brian Cardinal (baloncesto)
- Joe Barry Carroll (baloncesto)
- Russell Cross (baloncesto)
- Terry Dischinger (baloncesto)
- Zach Edey (baloncesto)
- Keith Edmonson (baloncesto)
- Herm Gilliam (baloncesto)
- Bob Griese (fútbol americano)
- Carl Landry (baloncesto)
- Kyle Macy (baloncesto)
- Brad Miller (baloncesto)
- Ryan Newman (automovilismo)
- Jimmy Oliver (baloncesto)
- Glenn Robinson (baloncesto)
- Steve Scheffler (baloncesto)
- Dave Schellhase (baloncesto)
- John Wooden (entrenador de baloncesto)

### Humanidades, gobierno, y otros
- Birch Bayh (senador de EE. UU. por Indiana)
- James Samuel Coleman (sociólogo, presidente de la American Sociological Association)
- Mauricio Fernández Garza (Presidente Municipal de San Pedro Garza García, Senador de México para Nuevo León)
- Renu Khator (canciller del Sistema de la Universidad de Houston)
- George Peppard (actor de cine y televisión)
- Bob Peterson (animador en Pixar)
- Hugo F. Sonnenschein (economista, presidente de la Universidad de Chicago)
- Chesley Sullenberger (piloto del vuelo 1549 de US Airways, lo que amerizó con éxito en el Río Hudson)
- Booth Tarkington (novelista y dramaturgo, Premio Pulitzer)
- Thornton Wilder (novelista y dramaturgo, Premio Pulitzer)

## Profesorado
- Herbert Charles Brown (químico, Nobel de Químico)
- Amelia Earhart (aviadora, consejera para mujeres)
- Joseph Francisco (presidente de la American Chemical Society)
- Ei-ichi Negishi (químico, Nobel de Químico)
- Julian Schwinger (físico teórico, Nobel de Física)
- Vernon Smith (economista, Nobel de Economía)
- Arthur Winfree (biólogo teórico)

## Galería de imágenes

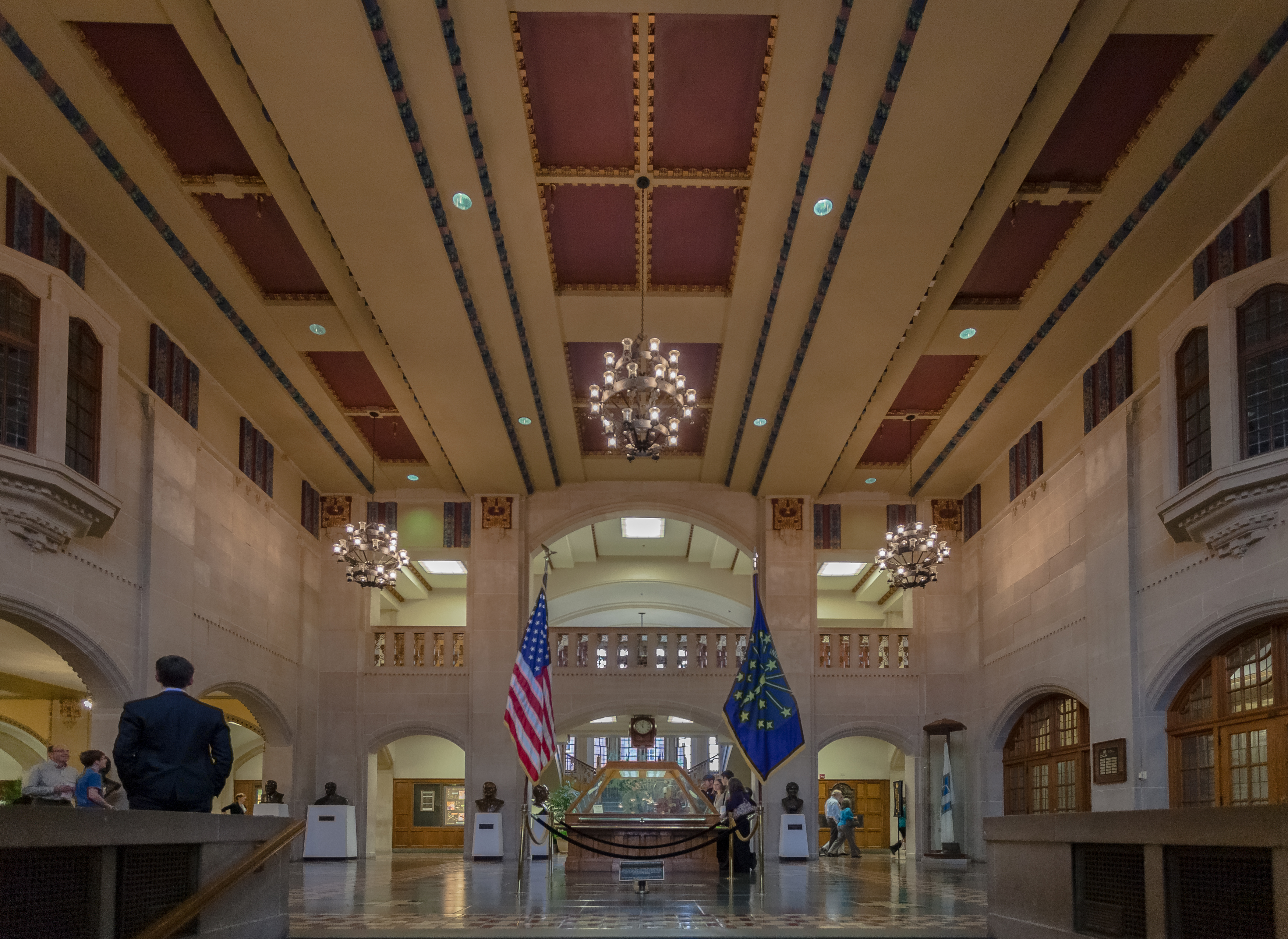
Hall principal de la universidad.
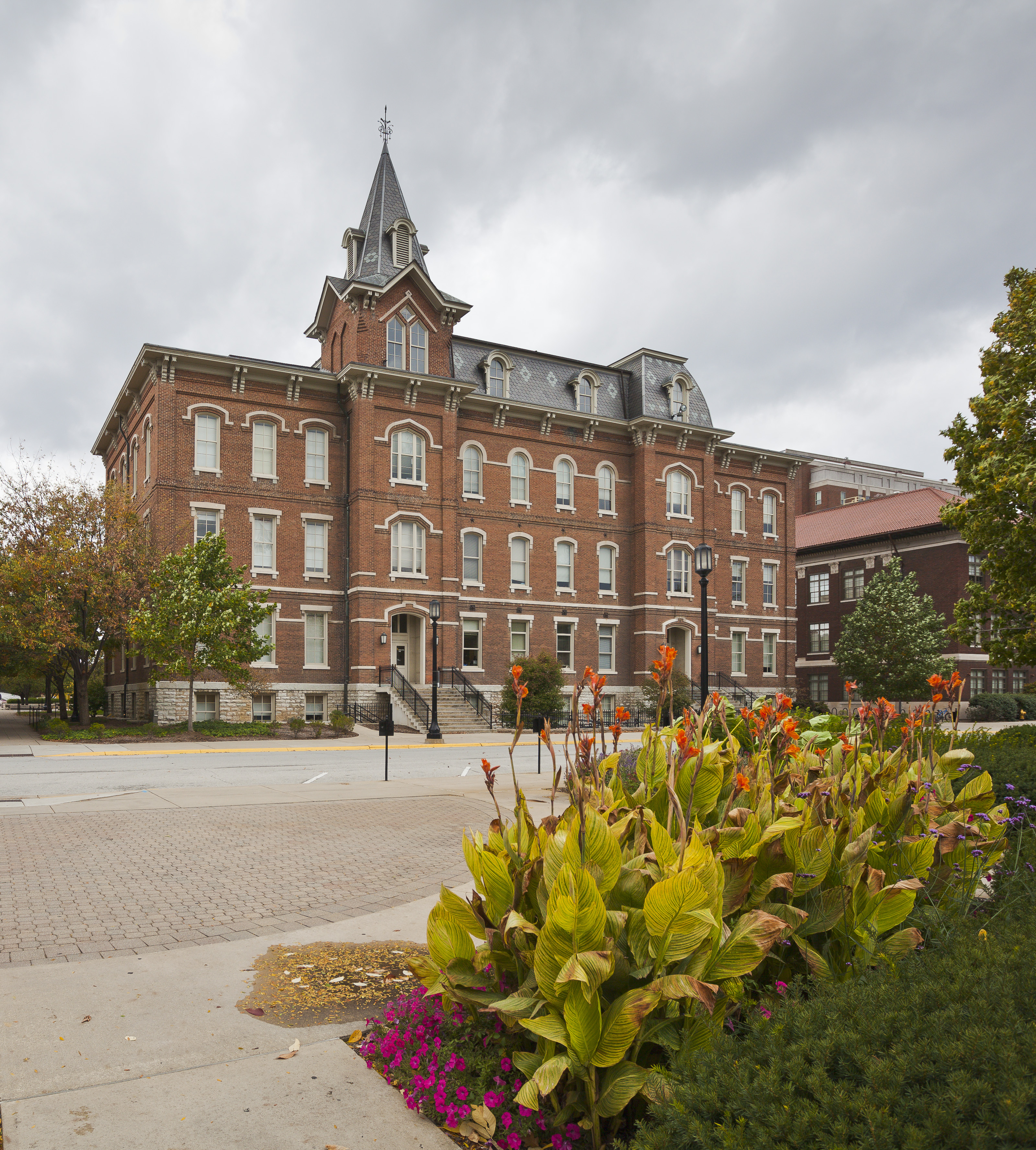
Edificio principal.
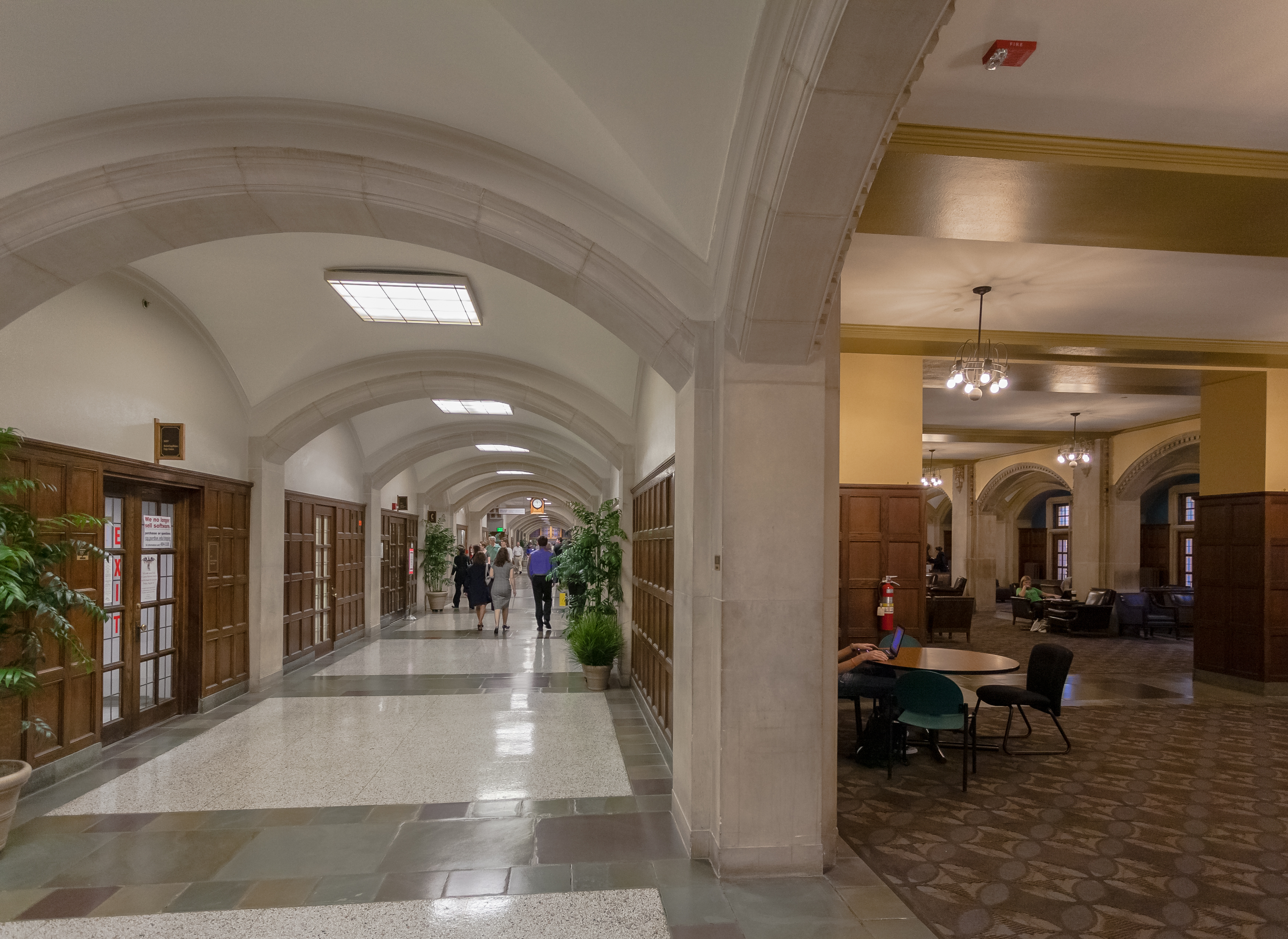
Pasillos.
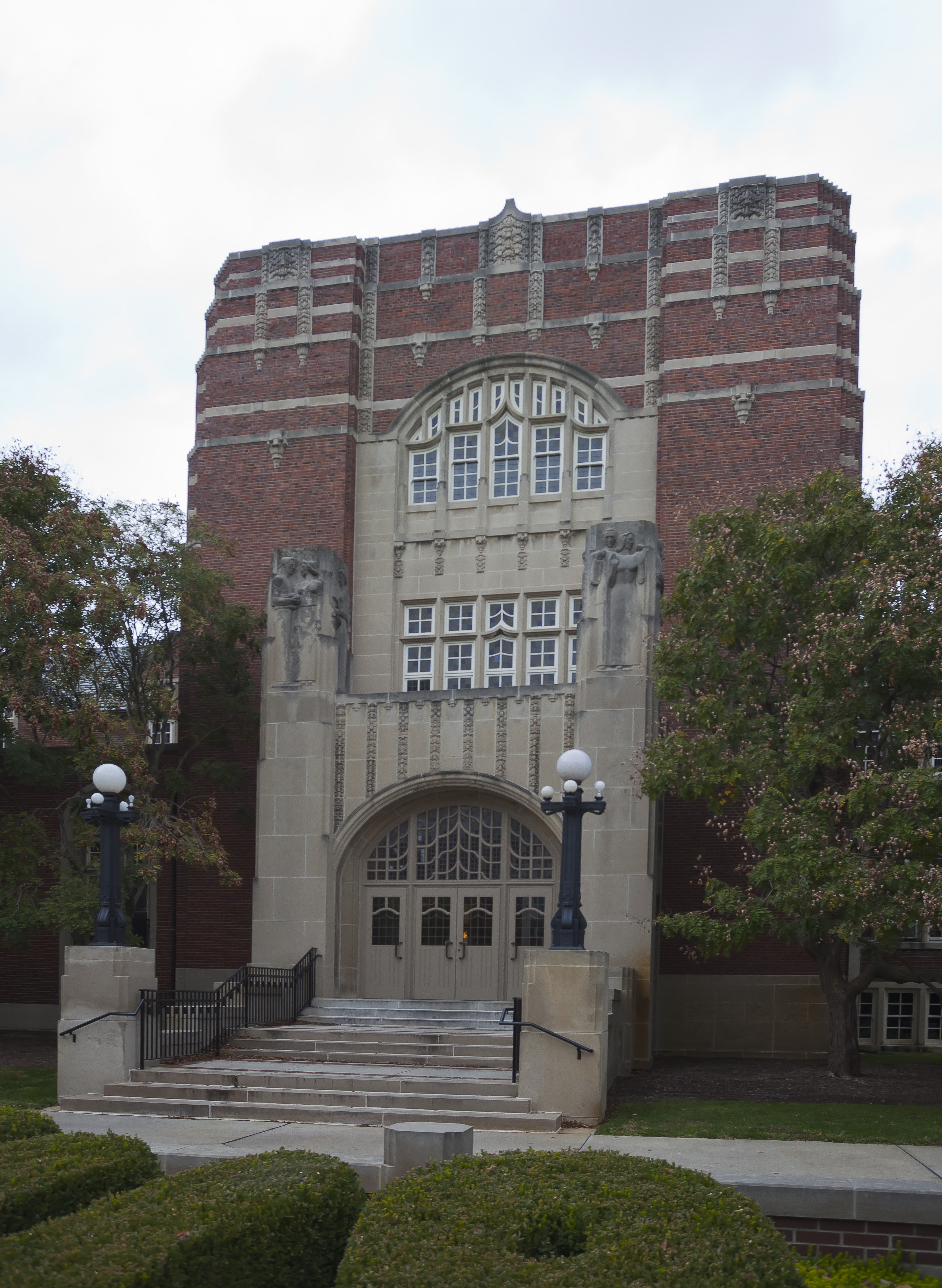
Administración.
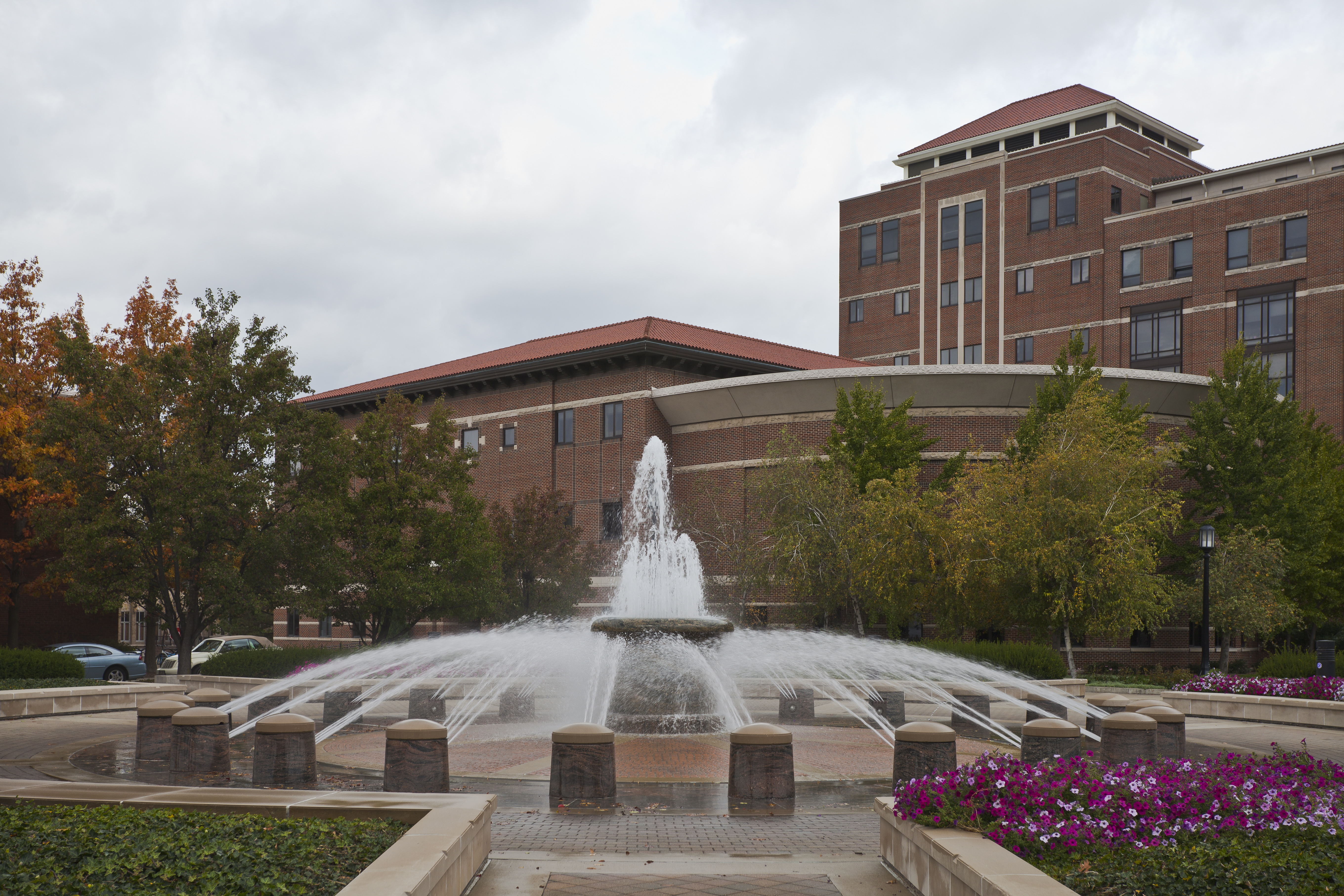
Fuente.
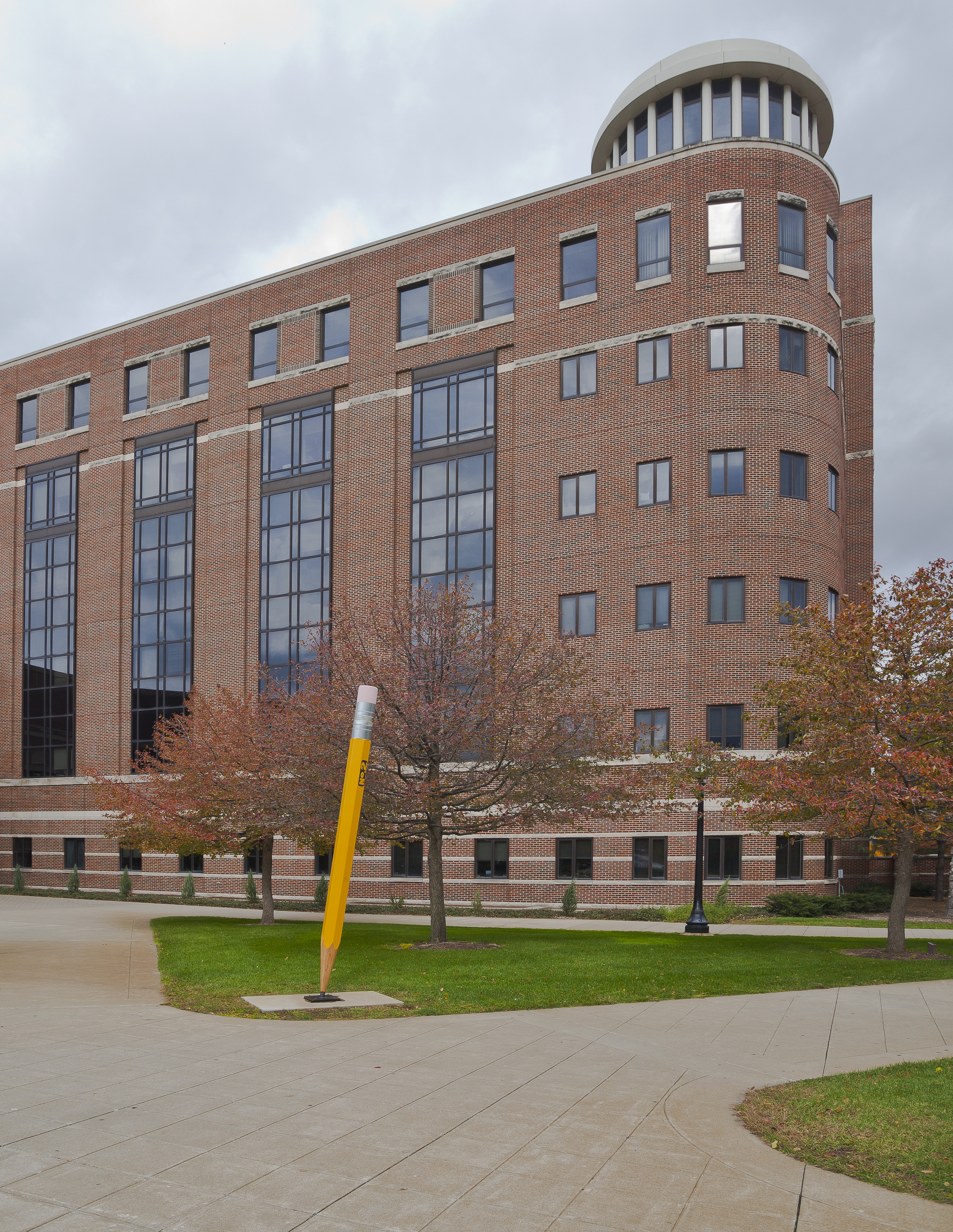
Aulas.
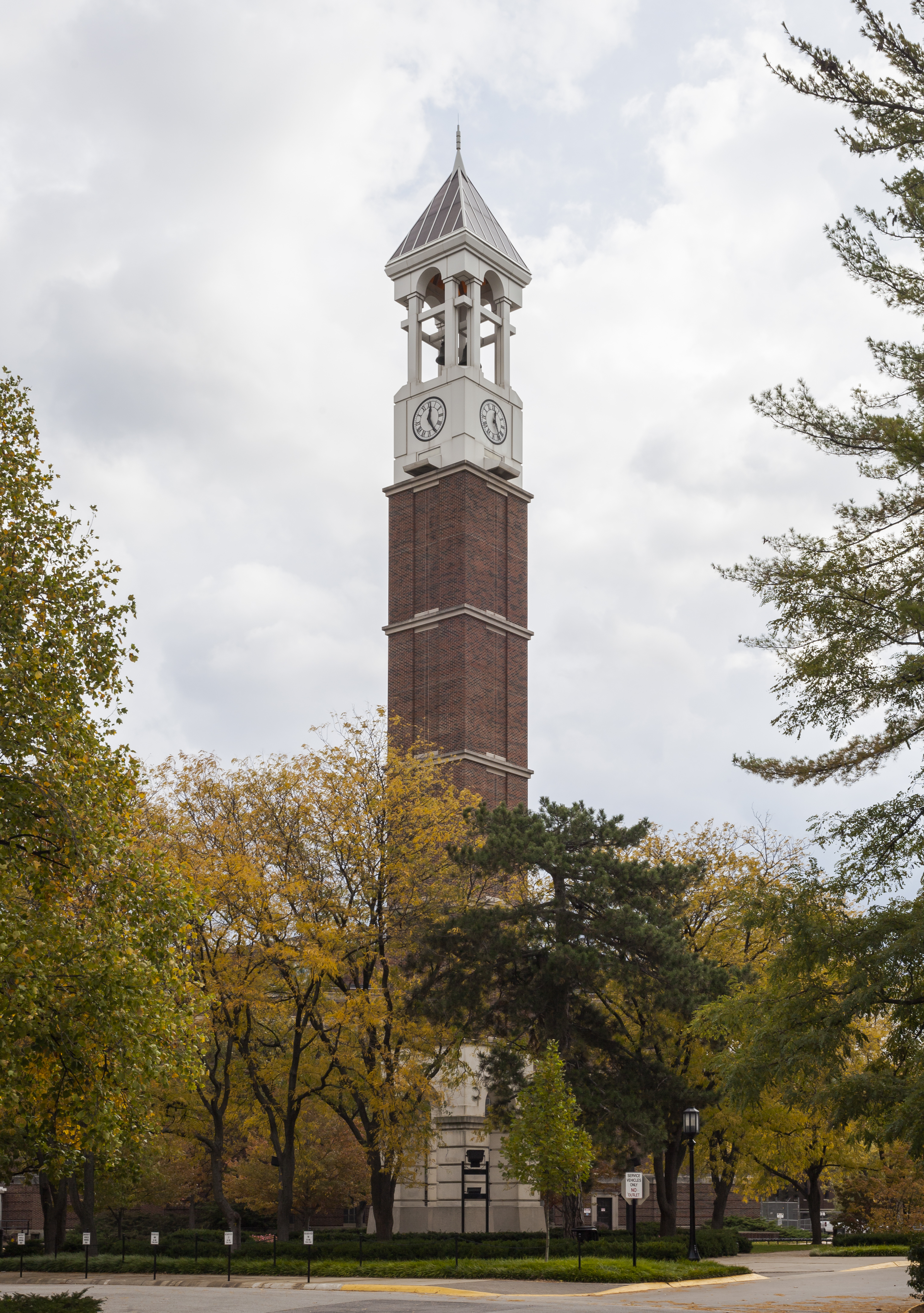
Campanario.
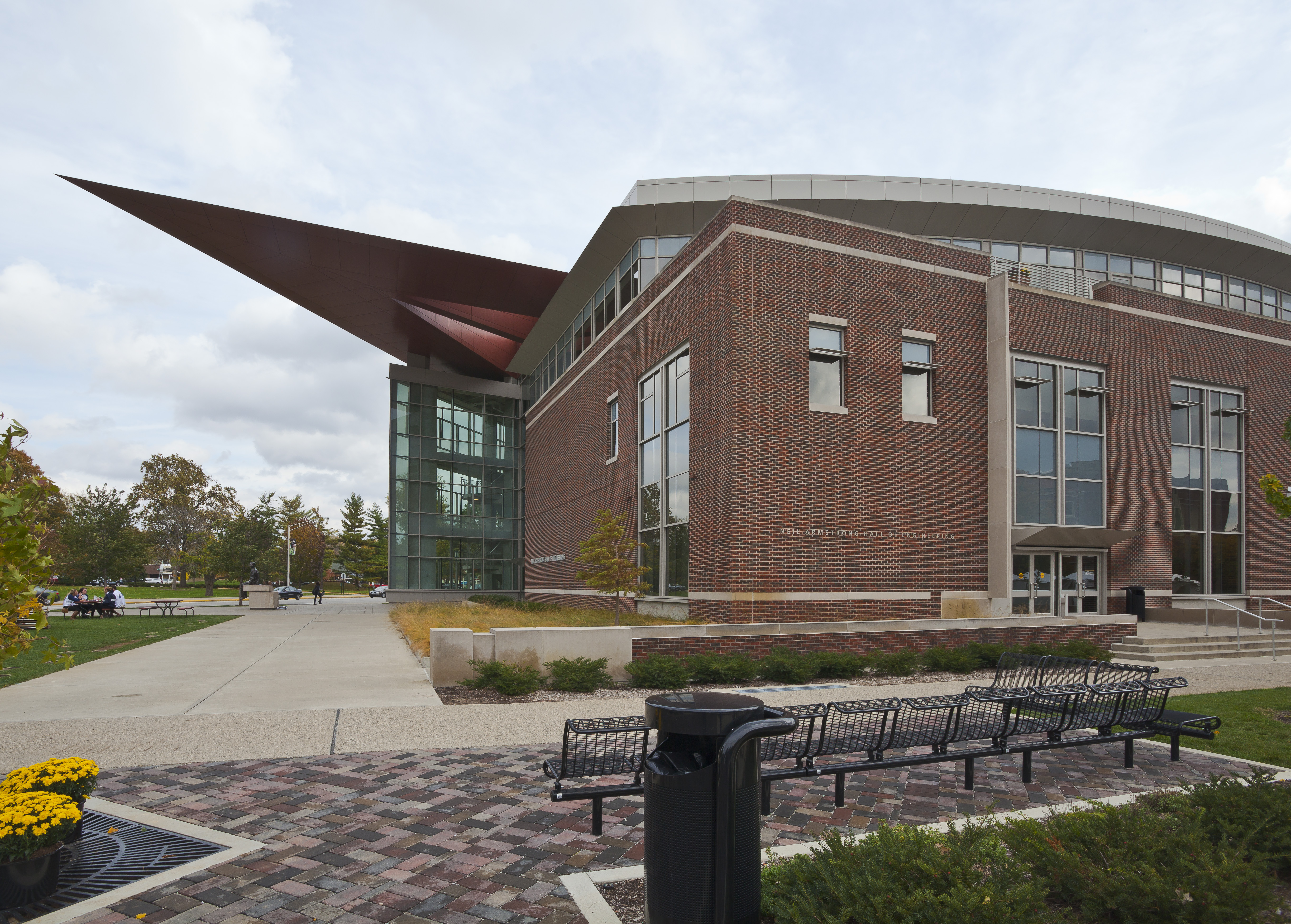
Aulas.
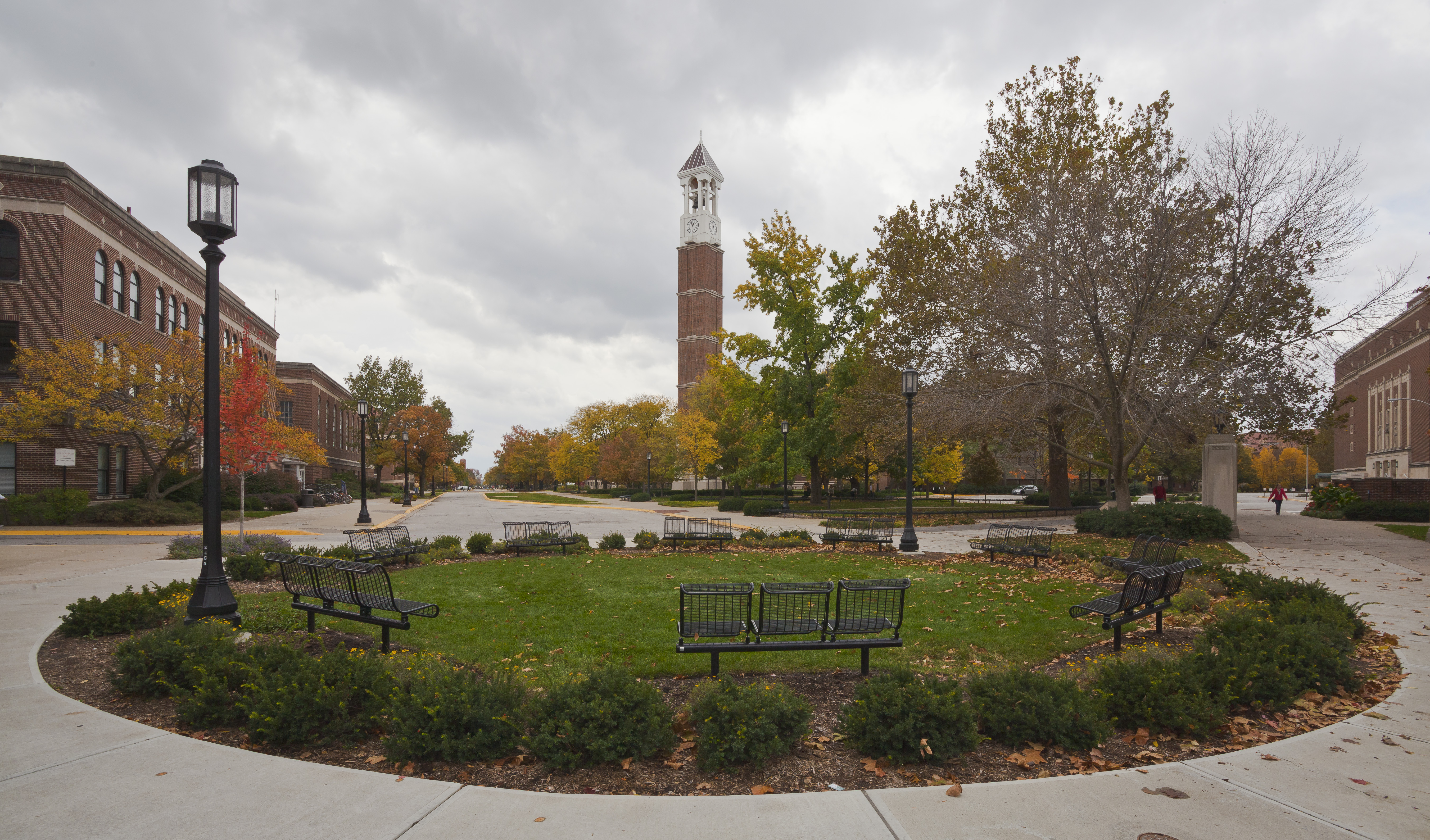
Parque.
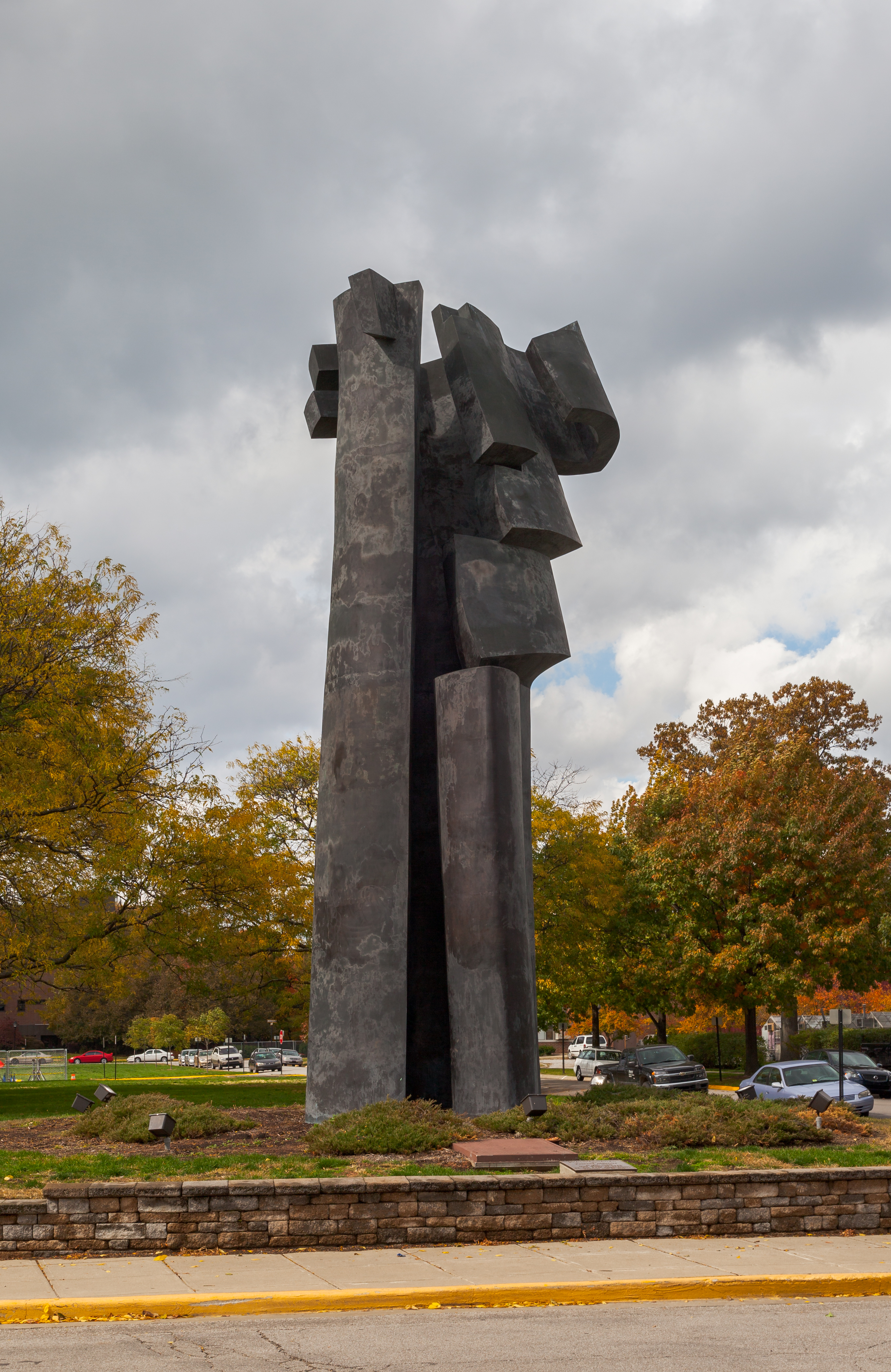
Escultura.